# Mariella Ahrens

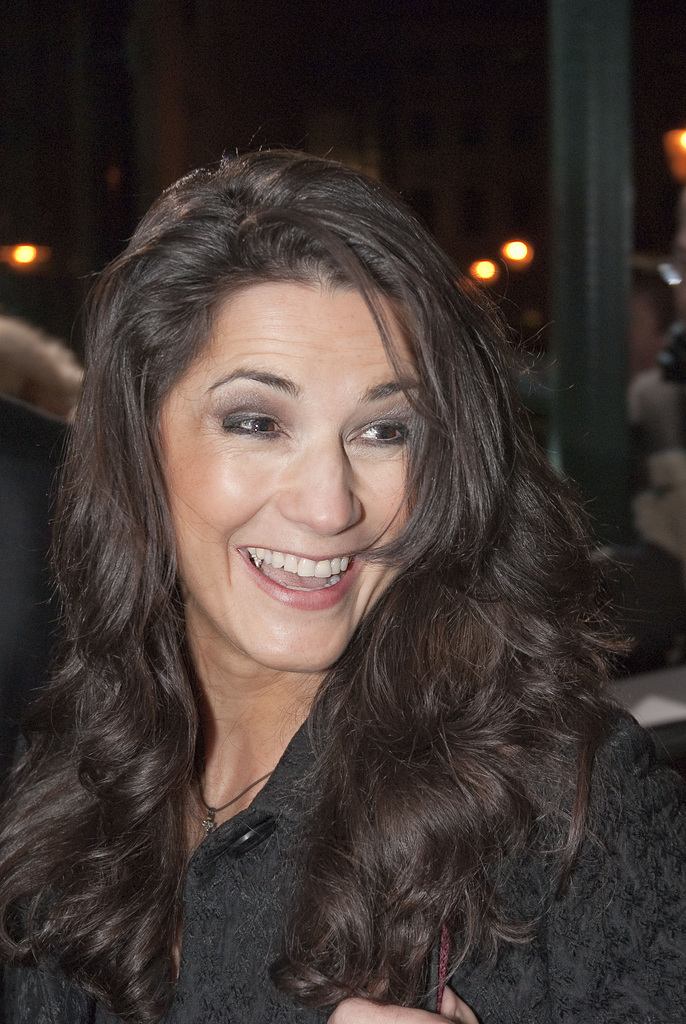
Mariella Ahrens

Mariella Ahrens (n. 2 aprilie 1969, Leningrad, RSFS Rusă, URSS) este o actriță germană.

## Date biografice
Mariella Ahrens s-a născut în Leningrad (St. Petersburg). Este fiica unui programator german și a unei doctorițe bulgare. Dramaturgia o termină în Berlin. Primele roluri le joacă împreună cu alte talente tinere la Teatrul Mic de la Berlin. Ahrens joacă în filme TV ca „SOKO Leipzig”, „Sabine”, „Im Namen des Gesetzes”, „Die Wüstenrose”, „Traumzeit” și filme după romanele lui Rosamunde Pilcher. În decembrie 2006 se căsătorește cu Patrick Graf von Faber-Castell. Prima ei fiică o are cu Patrick Graf, ea va fi adopatată de Faber-Castell. În martie 2007 naște a doua fiică. Ahrens este angajată în acțiuni de ajutorare a oamenilor săraci.

## Filmografie (selectată)
- 1995: PowWow - Unterhaltungsjournal Folge 1 (FAB - film YV)
- 1995: Westerdeich (serial TV)
- 1996: Du bist nicht allein – Die Roy Black Story
- 2002: 666 – Traue keinem, mit dem du schläfst!
- 2004: Utta Danella - Plötzlich ist es Liebe (ARD-film TV)
- 2005: Im Namen des Gesetzes (film serial polițist)
- 2008: Der Bergdoktor (serial TV)
- 2009: So ein Schlamassel
- 2010: Gier